# Moving (песня Кейт Буш)
«Moving» (с англ. — «Подвижный», «Трогательный») — песня британской певицы и композитора Кейт Буш, открывающая её дебютный студийный альбом The Kick Inside. Посвящена мимическому наставнику Буш — британскому танцору, актёру, хореографу и педагогу Линдси Кемпу.
Во вступлении и коде композиции использован фрагмент записи пения кита, позаимствованный из альбома американского биолога Роджера Пэйна «Песни горбатого кита» (англ. Songs of the Humpback Whale, 1970).
Песня, выпущенная на сингле в Японии 6 февраля 1978 года (единственное издание «Moving» на стороне «А» официального сингла), достигла первого места в национальном хит-параде. Сторона «Б» сингла содержала шестой трек из альбома The Kick Inside — «Wuthering Heights».

## Список композиций
Автор слов и музыки всех песен — Кейт Буш.
7" винил
1. «Moving» — 3:10
2. «Wuthering Heights» — 4:16

## Участники записи
- Кейт Буш — вокал
- Иэн Бэрнсон[англ.] — гитара
- Данкан Макэй — электропиано
- Дэвид Пейтон[англ.] — бас-гитара
- Стюарт Эллиотт — ударные

## Чарты
| Чарт (1978)         | Высшая позиция |
| ------------------- | -------------- |
| Japan Singles Chart | 1              |